# Vernazza
Vernazza je obec v regionu Ligurie, v provincii La Spezia, v Itálii. Leží v severozápadní části země, v Janovském zálivu, na pobřeží Ligurského moře. Je součástí Italské riviéry, respektive její východní části Riviery di Levante. Vernazza a okolní oblast je součástí italského Národního parku Cinque Terre. Obec je vzdálená přibližně 15 km od města La Spezia a okolo 80 km od hlavního centra Ligurie Janova.

## Historie
První zmínky o Vernazze jsou okolo roku 1080. Uvádí se, že obec byla již opevněná a sloužila jako přístav. V následujících stoletích byla Vernazza aktivním spojencem Janovské republiky. Janovu poskytovala přístav, lodě i vojáky. Na terasovitých polích obce se pěstovalo víno, což postupně vedlo k obchodním úspěchům. V průběhu 15. století se obec musela bránit opakovaným útokům pirátů. V následujícím století obchod s vínem upadá. Významný rozvoj obce přichází až s 19. století V roce 1815 se Vernazza stává součástí Sardinského království a v roce 1861 Italského království. Na konci 19. století je vystavěna železniční trať Janov – La Spezia. Roku 1997 je celá oblast Cinque Terre zapsána na seznam Světového dědictví UNESCO a obec žije především z turistického ruchu.

## Památky
- Kostel Santa Margherita d'Antiochia, románská stavba z roku 1318, v 16. a 17. století rekonstruována a rozšířena
- Hrádek Castello dei Doria, původem z 11. století, postupně upravovaný, nejstarší je hradní věž
- Františkánský kostel San Francesco, z pol 17. století[4]

### Fotogalerie

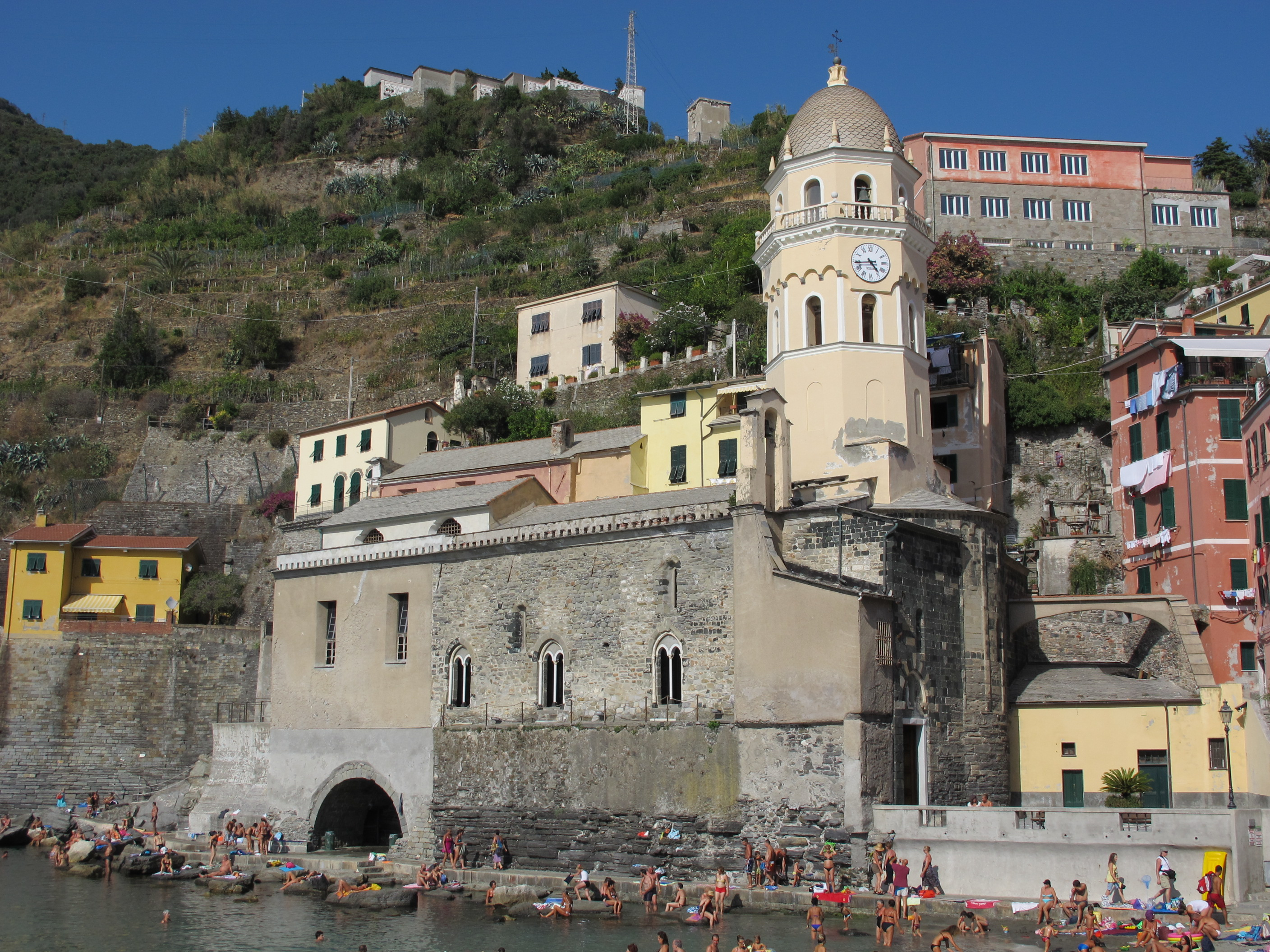
Kostel Santa Margherita d'Antiochia
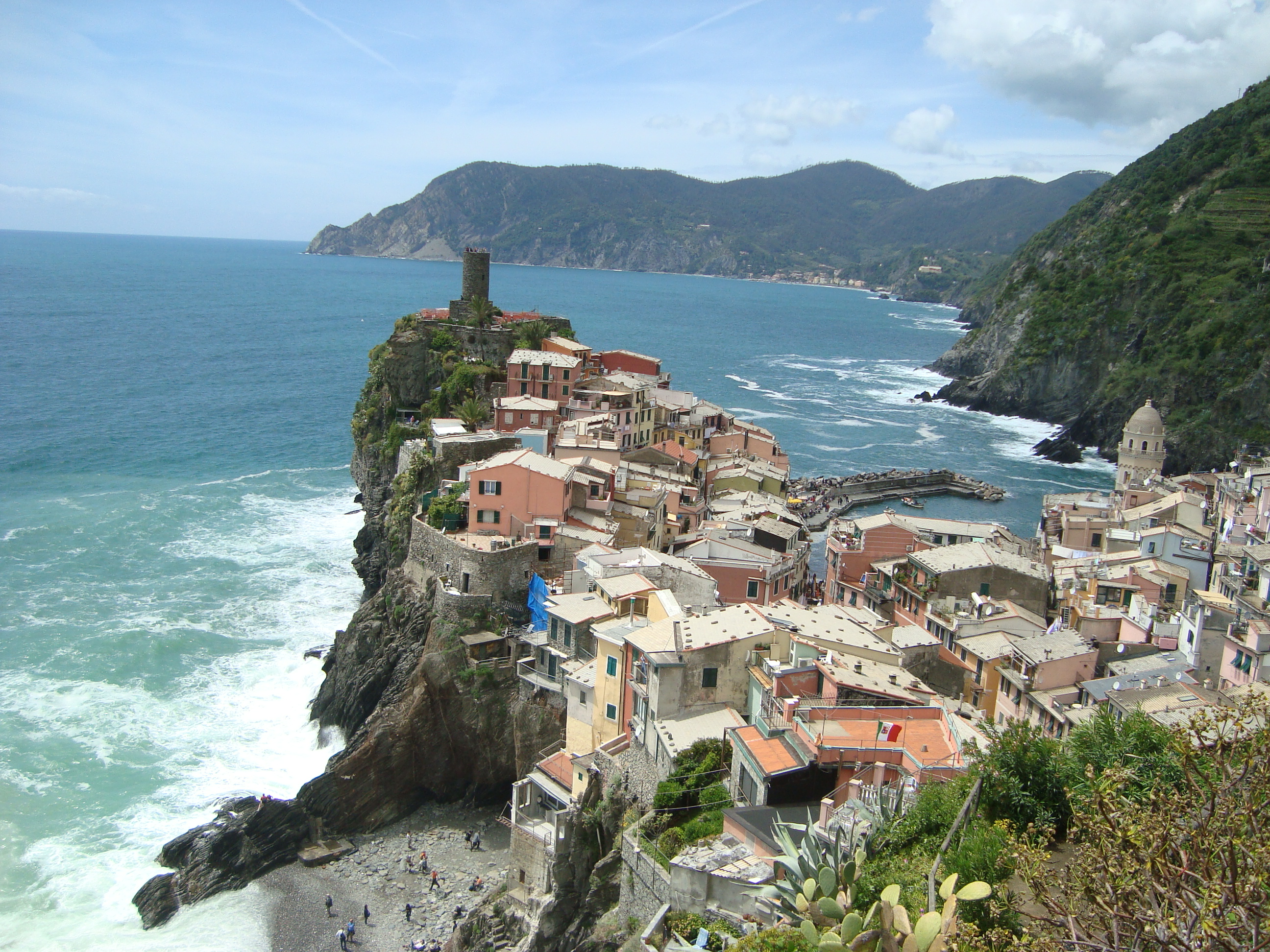
Castello dei Doria, pohled na severozápad
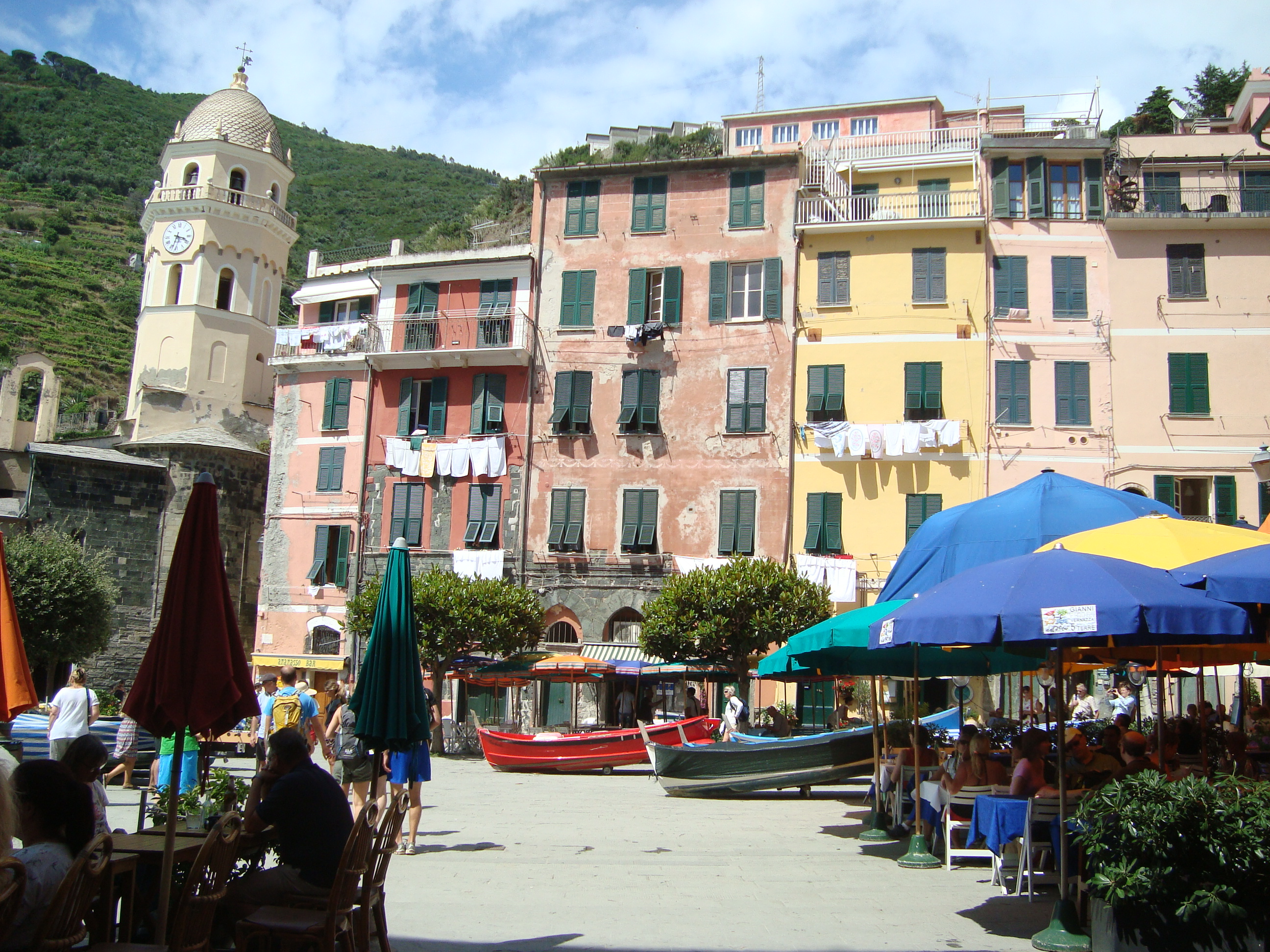
náměstí v přístavu
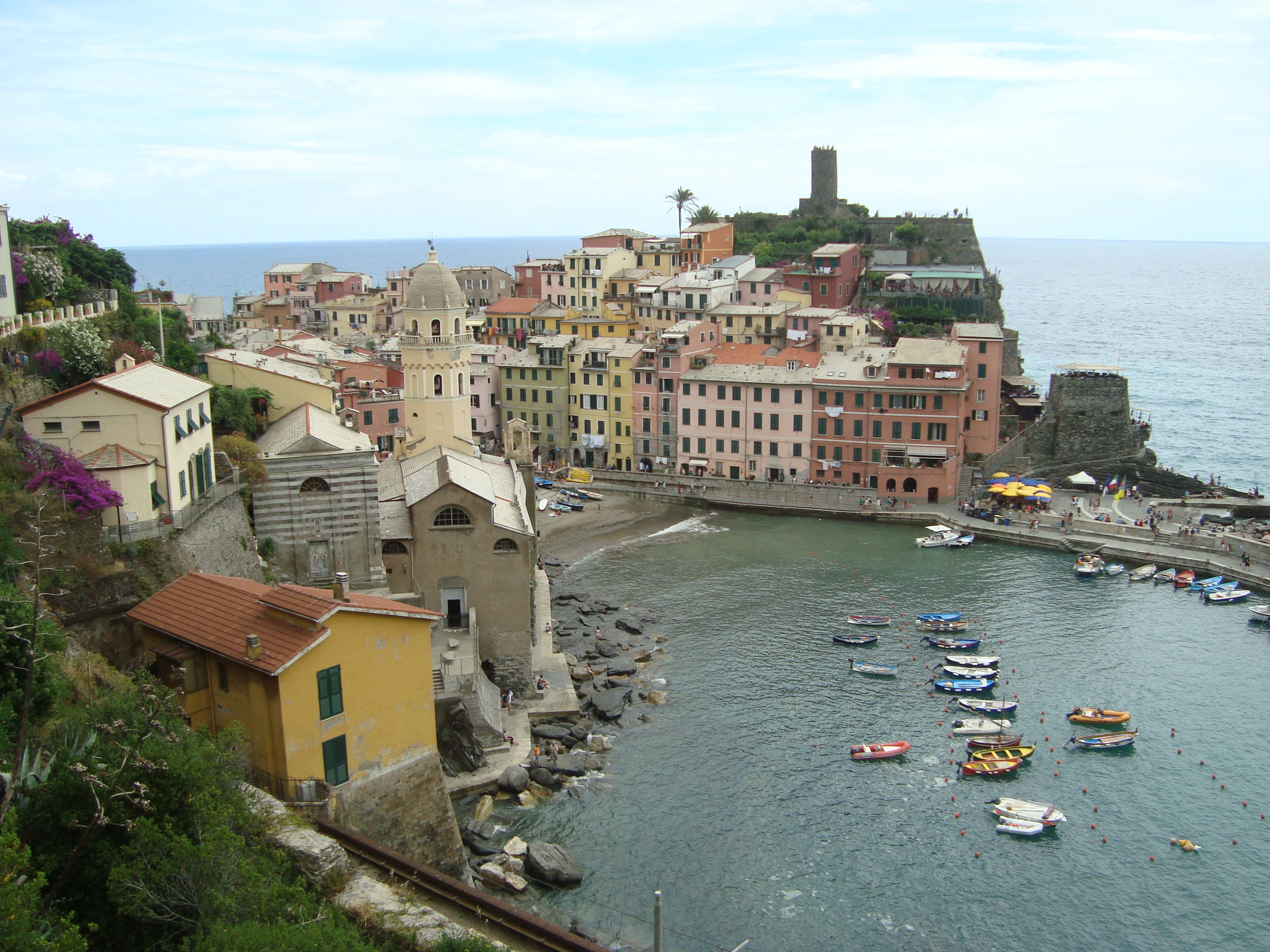
Vernazza